# Industria del software
L'industria del software è il settore produttivo e commerciale dedicato allo sviluppo, alla manutenzione e alla pubblicazione del software, e alle attività correlate come l'erogazione di servizi informatici e la formazione e la consulenza nel settore informatico.
La nascita e lo sviluppo dell'industria del software (a partire dagli anni sessanta, ha rivoluzionato l'information technology, portando tra l'altro alla nascita della disciplina dell'ingegneria del software, che si occupa dello sviluppo di tecniche, metodologie e strumenti per sviluppare il software su scala industriale.

## Storia
Il TERMINE "software" apparve sulla carta stampata solo nei tardi anni cinquanta, epoca in cui ancora non esisteva un mercato corrispondente. I programmi erano sviluppati principalmente dagli utenti, o dai rivenditori di hardware come UNIVAC e IBM. La prima società a essere fondata con lo scopo esplicito di fornire software e servizi informatici fu la statunitense Computer Usage Company, nel 1955. L'industria del software iniziò a espandersi negli anni sessanta quando i computer iniziarono a essere prodotti su vasta scala e venduti a università, enti governativi, e grandi imprese. Nello stesso periodo, i produttori di hardware iniziarono a vendere computer equipaggiati con sistemi operativi e ambienti di sviluppo.
Una svolta decisiva si ebbe con l'immissione sul mercato di microcomputer relativamente economici da parte prima di DEC (Digital Equipment Corporation) e poi da altre aziende del settore, fra cui IBM con la celebre serie AS400. L'avvento dei microcomputer ebbe come conseguenza anche il rapido sviluppo di linguaggi e metodologie di programmazione. Una analoga rivoluzione fu portata a metà degli anni settanta dalla nascita del personal computer, da cui ebbero origine una serie di nuovi mercati legati al software, dai videogiochi alle applicazioni da ufficio. Il sistema operativo DOS di Microsoft si impose in maniera netta su questo mercato.
L'inizio del XXI secolo è stato caratterizzato da un nuovo paradigma di commercio del software, noto come Software-as-a-Service (SAAS, "software come servizio"), che prevede la vendita, anziché dei programmi, di servizi offerti attraverso Internet e il Web e realizzati da programmi che rimangono unicamente in dotazione ai fornitori di tali servizi, senza essere fisicamente distribuiti agli utenti finali.

## Struttura e dimensioni del mercato
Il mercato a cui l'industria del software si rivolge è strutturato in una quantità di settori, in ciascuno dei quali spiccano particolari aziende o gruppi; per esempio, il mercato del software di base (sistemi operativi, middleware, database) è da tempo dominato da Microsoft, a cui si affiancano grandi gruppi come IBM, Sybase, VMWare, Oracle, mentre il software d'impresa o enterprise (ovvero di supporto ai processi d'ufficio, alla finanza, alla logistica, alle vendite e così via) è appannaggio ancora di Microsoft per le applicazioni di produttività personale, sebbene altri gruppi come Oracle, SAP AG, Sage e Infor prevalgano nelle applicazioni più specificatamente gestionali e aziendali. L'insieme dei settori in cui si suddivide l'industria del software è comunque estremamente ampio, e così la rosa delle compagnie dominanti nei rispettivi settori. Alcune imprese hanno fortemente verticalizzato la loro produzione, limitandosi in un settore molto ristretto allo scopo di battere la concorrenza di altri produttori meno specializzati; un esempio paradigmatico in questo senso è BlackBoard, una software house poco nota al grande pubblico ma che ricava un fatturato di rilievo dal mercato delle applicazioni per le scuole.
Secondo una ricerca del 2008, il volume d'affari complessivo dell'industria del software, a livello mondiale, si aggira sui 303 miliardi di dollari. Il 42% circa del mercato mondiale è controllato da gruppi statunitensi.